# 157-ма резервна дивізія (Третій Рейх)
157-ма резервна дивізія (Третій Рейх) (нім. 157. Reserve-Division) — резервна піхотна дивізія Вермахту, що входила до складу німецьких сухопутних військ у роки Другої світової війни.

## Історія
157-ма резервна дивізія була сформована 1 жовтня 1942 року в Мюнхені шляхом перейменування дивізії № 157, що була заснована у серпні 1939 року. Після капітуляції Італії наприкінці вересня 1943 року дивізія була переміщена в район Гренобля в департаментах Савоя, Верхня Савоя, Ізер, Нижні Альпи та Верхні Альпи. На початку 1944 року зі складу дивізійного об'єднання вивели 7-й резервний гренадерський полк. 1 вересня 1944 року дивізія була переформована в 157-му гірсько-піхотну дивізію.

## Райони бойових дій
- Франція та Італія (жовтень 1942 — вересень 1944).

## Командування

### Командири
- генерал-лейтенант Карл Пфлаум (нім. Karl Pflaum) (1 жовтня 1942 — 1 вересня 1944).

### Підпорядкованість
| Час      | Корпус     | Армія | Група армій (округ) | Штаб          |
| -------- | ---------- | ----- | ------------------- | ------------- |
| 1942     |            |       |                     |               |
| 1 жовтня | LXIV рез.к |       | Група армій «D»     | Західні Альпи |
| 1943     |            |       |                     |               |
| 1 січня  | LXIV рез.к |       | Група армій «D»     | Західні Альпи |
| 1944     |            |       |                     |               |
| 1 січня  | LXIV рез.к |       | Група армій «D»     | Західні Альпи |

### Склад
| 1943                                |
| ----------------------------------- |
| 7-й резервний гренадерський полк    |
| 157-й резервний гренадерський полк  |
| 1-й резервний гірсько-піхотний полк |
| 7-й резервний артилерійський полк   |
| 7-й резервний інженерний батальйон  |
| 1057-ме дивізійне управління тилу   |